# Svenska Brottningsförbundet
Svenska Brottningsförbundet är ett specialidrottsförbund som grundades 1909. Brottningsförbundet organiserar brottningen i Sverige och är medlem i FILA, Sveriges Olympiska Kommitté (SOK) och Riksidrottsförbundet (RF).